# Điện Kremli
Điện Kremli, hay chính xác hơn là Kremli của Moskva (tiếng Nga: Московский Кремль, chuyển tự: Moskovskiy Kreml) là một "Kremli" (dạng thành quách ở Nga) được biết đến nhiều nhất ở Nga. Nó là trung tâm địa lý và lịch sử của Moskva, nằm trên bờ trái sông Moskva, trên đồi Borovitskii, là một trong những phần cổ nhất của thành phố, trong thời kỳ hiện nay là nơi làm việc của các cơ quan tối cao của chính quyền Nga và là một trong những kiến trúc lịch sử-nghệ thuật chính của quốc gia này. Là một tổ hợp pháo đài lịch sử nhìn ra Quảng trường Đỏ tại Moskva, nó bao gồm các cung điện Kremli, các nhà thờ Kremli, và phần tường thành Kremli với các tháp Kremli.

## Lịch sử

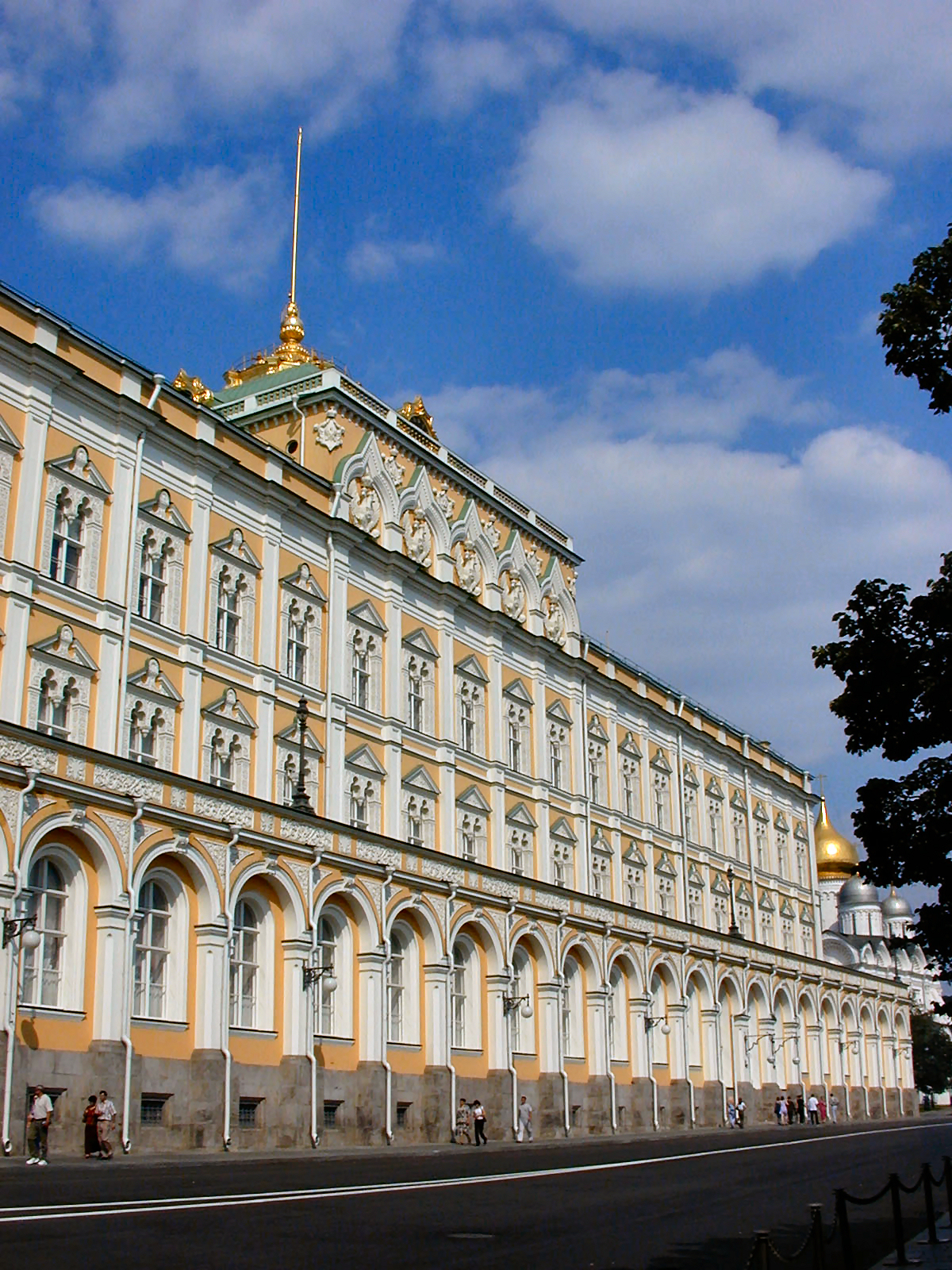
Đại Cung điện Kremli

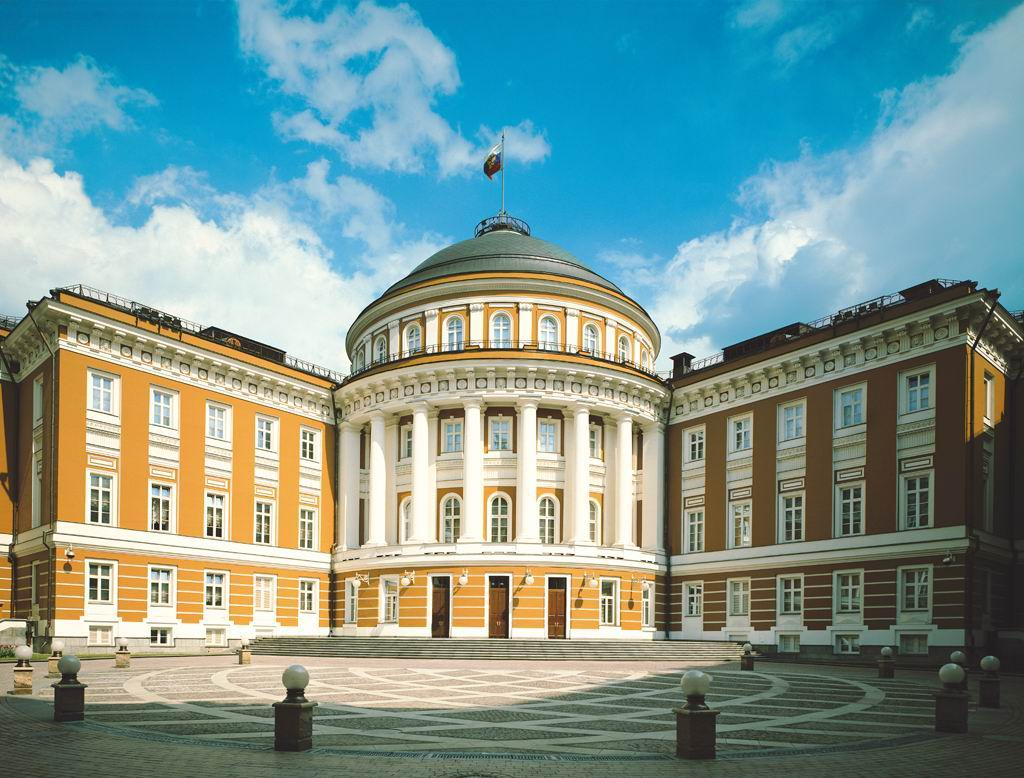
Dinh Tổng thống Nga (Thượng viện Kremli)

Dân cư đầu tiên trên khu vực Kremli có thể có từ thời kỳ đồ đồng (khoảng thiên niên kỷ 2 TCN). Tại khu vực nhà thờ Arkhangelskii người ta đã tìm thấy các di tích về dân cư có từ thời kỳ đồ sắt sớm (nửa sau của thiên niên kỷ 1 TCN).
Ban đầu Kremli có vai trò như một sự bảo vệ cho khu dân cư, xuất hiện trên đồi Borovitskii, mũi đất nơi con sông Neglinnaya đổ vào sông Moskva. Những ghi chép đầu tiên nhắc tới Moskva có vào năm 1147. Thành phố Moskva đã được Đại công tước Yuri Dolgoruky mở rộng đáng kể trong thế kỷ 12. Từ năm 1264 nó là nơi ở của các công tước Moskva.
Năm 1156 trên khu vực Kremli ngày nay người ta đã xây dựng những công trình quân sự đầu tiên với chiều dài tổng cộng khoảng 700 mét.
Pháo đài được đặt tên là Kremli vào năm 1331. Trong thời gian 1366 - 1368, thời kỳ trị vì của Dmitry Donskoy, thành lũy bằng đá trắng đã được xây dựng.
Trong thế kỷ 14 lãnh thổ Kremli được mở rộng, với các tường thành bằng gỗ sồi, và sau đó vào năm 1367 được thay thế bằng các bức tường và tháp xây dựng từ đá trắng.
Cuối thế kỷ 13, đầu thế kỷ 14 người ta đã xây dựng những nhà thờ bằng đá đầu tiên.
Vào thế kỷ 15 các công quốc ở Nga đã được Đại công tước Ivan III của Moskva hợp nhất, sau đó ông trở thành Đại công tước toàn Nga. Ông tổ chức việc tái thiết Kremli, mời rất nhiều nhà xây dựng có tiếng từ Ý, kiến trúc sư Aristotile Fioravanti là một trong số họ. Điện Kremli đã được xây dựng lại với sự tham gia của các kiến trúc sư Ý này. Quảng trường Sobornaya trở thành trung tâm của nó với lần lượt các công trình xây dựng sau ra đời trên đó: nhà thờ Uspensky (1475 - 1479), nhà thờ Blagoveshchensky (1484 - 1489), cung điện Granovitaya (1487 - 1491), nhà thờ Arkhangelsky (1505 - 1508) - (hầm mộ của các công tước và Sa hoàng Nga) và tháp chuông Ivan Veliky.
Trong giai đoạn 1485 - 1495, thời Ivan III, các công trình pháo đài của Kremli được xây dựng lại. Các tường thành và tháp canh mới cao hơn và dày hơn trước đây, được ốp bằng gạch đỏ. Tường kéo dài đến 2.235 m với chiều dày thay đổi từ 3,5 đến 9 m, với lỗ châu mai "đuôi én" kiểu Ý đặc biệt. Giai đoạn 1508 - 1516 trên khu vực ngày nay là Quảng trường Đỏ người ta đã đào hào, nước trong đó có từ sông Neglinnaya. Kremli trở thành một pháo đài bất khả xâm phạm, được nước bao bọc xung quanh.
Trong giai đoạn từ thế kỷ 17 - 19 đã diễn ra các hoạt động xây dựng tích cực các công trình dành cho giới thượng lưu và quần thể Kremli nhận được sự hoàn thiện một cách hợp lý. Trong 1635 - 1636 người ta xây dựng cung Teremnoi, nối liền vào cung điện Granovitaya. Trong thế kỷ 17, các tháp canh của Kremli cũng đã được hoàn thiện và có hình dáng như ngày nay.
Giai đoạn 1702 - 1736 người ta xây dựng tòa nhà lớn cho vũ khí (các kiến trúc sư D. Ivanov, Kh. Kondrad với sự tham gia của Mikhail Ivanovich Choglokov). Giai đoạn 1776 - 1787 là tòa nhà của Viện Nguyên lão (kiến trúc sư Matvei Phiodorovich Kazakov).
Năm 1812 Moskva và Kremli bị quân đội của Napoléon Bonaparte chiếm đóng. Khi rút lui, Napoléon đã ra lệnh đặt mìn để phá hủy các tòa nhà của Kremli. Mặc dù phần lớn lượng thuốc nổ đã không nổ, nhưng tổn thất nói chung là đáng kể. Các tháp bị nổ là Vodovzvoznaya, Petrovskaya và Vô danh số một, bị tổn thất nặng nề là tháp Arsenalnaya, gây ra thiệt hại cho các nhà phụ tới tận tháp chuông Ivan Velikii. Sự khôi phục các công trình hư hỏng kéo dài 20 năm, từ 1815 đến 1836.

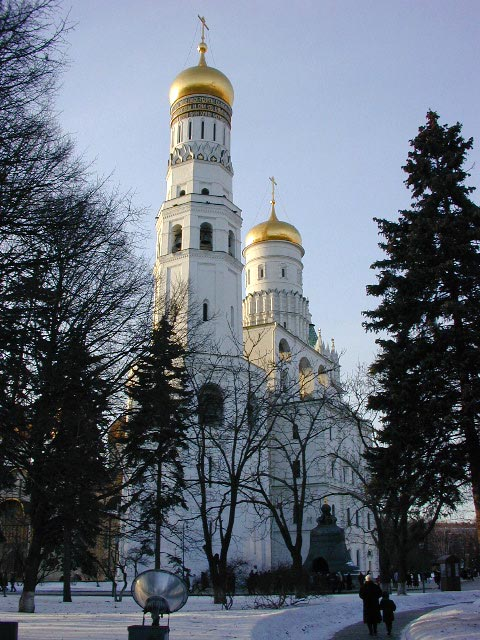
Tháp chuông Ivan Velikii

Giữa thế kỷ 18 ý tưởng xây dựng Cung điện lớn Kremli đã nảy sinh, nằm dọc theo sườn phía nam của ngọn đồi mé bờ sông. Trong các giai đoạn khác nhau dự án này đã được các kiến trúc sư V.I. Bazhenov, M. Ph. Kazakov, A.N. Lvov, V.P. Stasov triển khai. Nhưng chỉ có dự án của Konstantin Andreevich Ton trong giai đoạn 1839 - 1849 được thể hiện trong cuộc sống. Theo dự án của ông, trong giai đoạn 1844 - 1851 người ta đã xây dựng tòa nhà của Cung điện Oruzheinaya (Cung điện vũ khí).
Với sự ra đời của chế độ Xô Viết thì Kremli trở thành một trong những biểu tượng của chế độ mới. Giai đoạn 1935 - 1937 những con đại bàng hai đầu, trước đây được trang trí trên các tháp chính của Kremli là Spasskaya Nikolskaya, Troitskaya, Borovitskaya và Vodovoznaya, đã được thay thế bằng các ngôi sao hồng ngọc, đường kính 3 - 3,75 m. Giai đoạn 1959 - 1961 người ta xây dựng Cung Đại hội Kremli (hiện nay gọi là Cung Kremli Quốc gia - GKD) do Mikhail Posokhin và nhiều người khác thiết kế, có dáng vẻ như một phòng hòa nhạc hiện đại, với phác thảo hình chữ nhật phủ đá hoa cương biểu hiện bằng các tháp hẹp và thân cột nhiều tầng gồm các tấm kính.
Từ năm 1955 Kremli mở cửa cho khách tham quan và trở thành một viện bảo tàng ngoài trời.
Năm 1990 UNESCO đưa Kremli vào danh sách Di sản thế giới.
Ngày 26 tháng 12 năm 1991 lá cờ búa liềm trên nóc điện Kremli của Liên Xô bị hạ xuống thay thế bằng lá cờ ba màu của Nga, đánh dấu sự chấm dứt của chế độ Xã hội chủ nghĩa ở Liên Xô sau hơn 70 năm.

## Kiến trúc

### Quảng trường chính

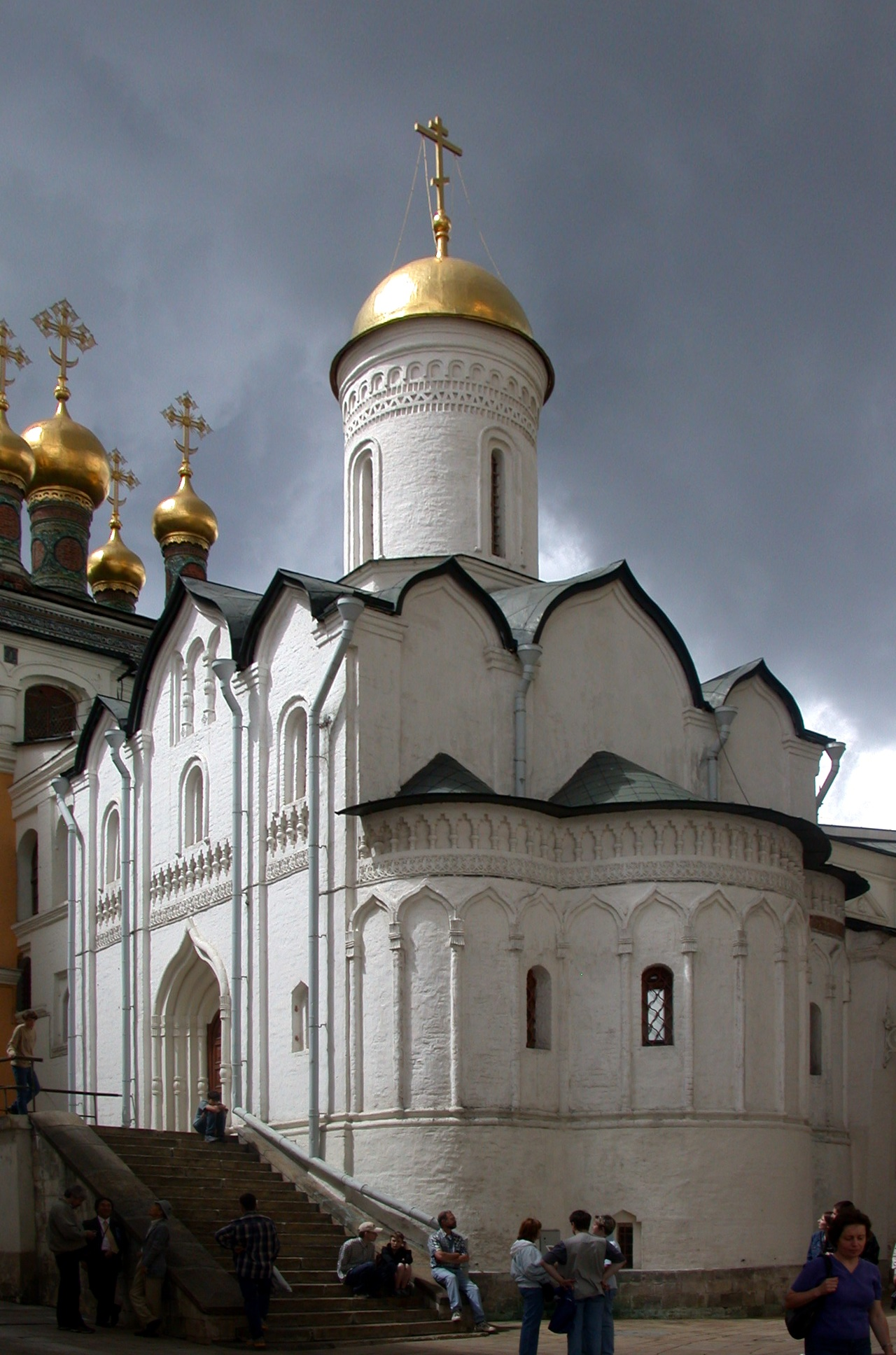
Nhà thờ Sự phế truất (1488)

Tam giác không cân đối Kremli bao gồm diện tích 275.000 m² (68 mẫu Anh). Quảng trường Sobornaya (quảng trường nhà thờ) là trung tâm của Kremli. Nó được bao quanh bởi 6 khối kiến trúc xây dựng, trong đó có 3 nhà thờ.
Nhà thờ Uspenskii (Đức Mẹ lên trời) được hoàn thành năm 1479 để trở thành nhà thờ chính của Moskva và là nơi tất cả các Sa hoàng Nga lên ngôi. Mặt tiền bằng đá trắng với 5 mái vòm bằng vàng là thiết kế của Fioravanti. Nhà thờ Blagoveshchenskii (Lễ Truyền tin) ba vòm mạ vàng được hoàn thành sau đó vào năm 1489, chỉ được xây dựng lại thành chín vòm vào thế kỷ sau đó. Ở phía đông nam của quảng trường là nhà thờ Arkhangelskii (1508), là nơi trên 50 thành viên của hoàng tộc Nga được chôn cất.
Ở đây còn có hai nhà thờ của các tổng giám mục và giáo trưởng Moskva là Nhà thờ Mười hai Thánh tông đồ (1653-1656) và nhà thờ một mái vòm Phế truất Đức mẹ đồng trinh, được các nghệ nhân Pskov xây dựng những năm 1484 - 1488, được trang điểm bằng các tượng thánh hùng vĩ và các bích họa từ năm 1627 đến 1644. Nhà thờ Đấng Cứu thế bằng gỗ, được xây dựng vào thập niên 1330, và các nhà thờ lộng lẫy thế kỷ 16 như Tu viện Chudov và Tu viện nữ Starodevichy đã bị phá hủy trong thập niên 1930 để lấy chỗ xây dựng Cung Đại hội Kremli. Giám đốc hiện tại của viện bảo tàng Kremli, Elena Gagarina (con gái Yuri Alekseyevich Gagarin) ủng hộ cho việc khôi phục lại toàn bộ các tu viện này.
Công trình xây dựng đáng chú ý khác là tháp chuông Ivan Velikii ở phía đông bắc của quảng trường này, nó cao 81 m (266 ft) và người ta nói rằng nó đánh dấu chính xác trung tâm của Moskva. Người ta chỉ rung chuông cả 21 quả chuông của nó khi kẻ thù tới gần.

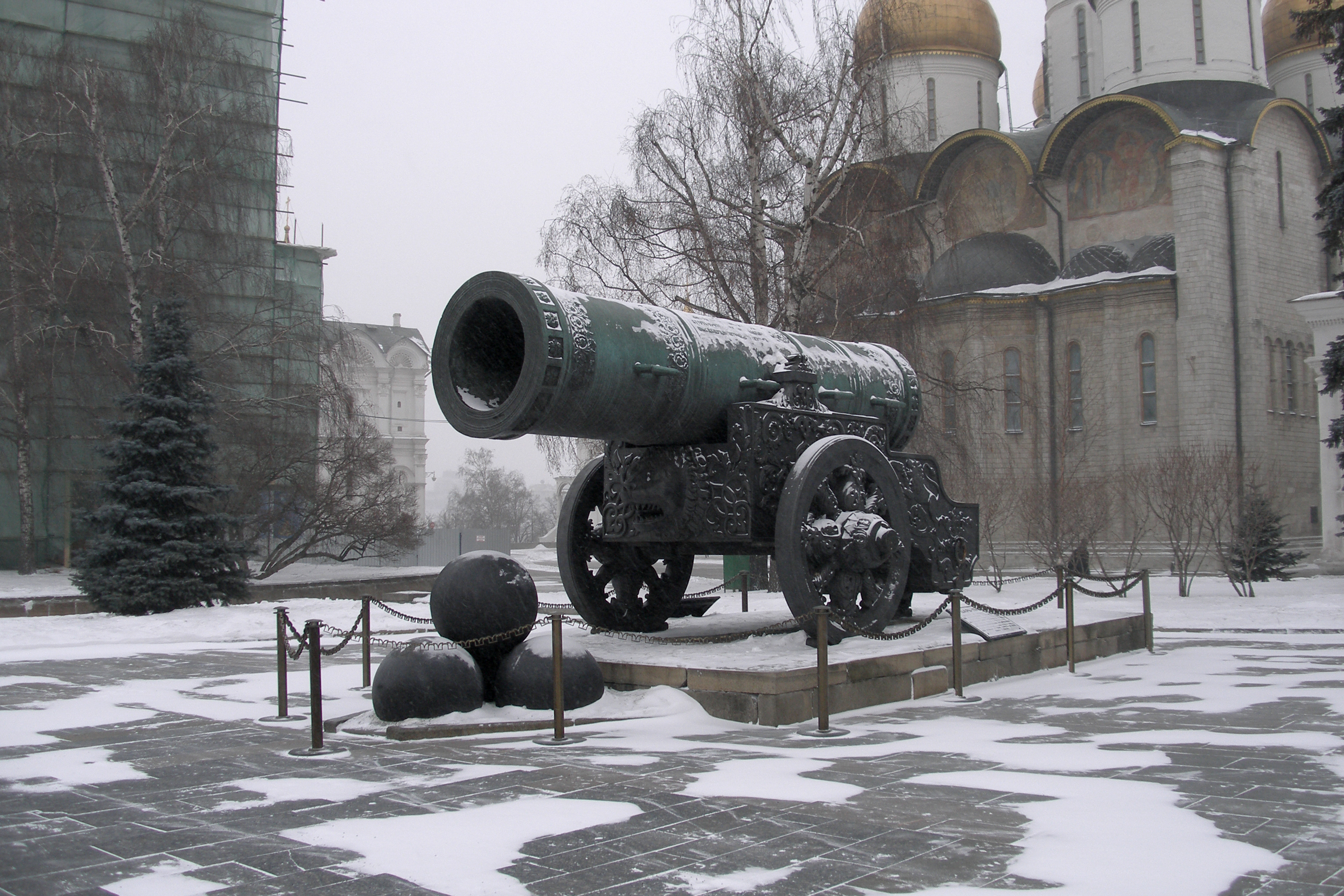
Tsar pushka (Pháo Sa Hoàng), tại Kremli, Moskva

Công trình xây dựng cổ nhất còn tồn tại là Cung điện Granovitaya (1491), là nơi giữ các ngai vàng, do Ivan III (Đại đế) ra lệnh xây dựng. Công trình cổ thứ nhì là cung điện Teremnoi. Ban đầu cung điện Teremnoi được Ivan III ra lệnh xây dựng, nhưng phần lớn các phần của cung điện còn tồn tại ngày nay được xây dựng vào thế kỷ 17. Hai cung điện này được liên kết bởi Đại cung điện Kremli. Nó được Nicholas I ra lệnh xây dựng năm 1838. Nó là công trình xây dựng lớn nhất tại Kremli và có giá thành 11 triệu rúp. Nó có các gian tiếp đón xa hoa lộng lẫy, cầu thang gác đỏ, các phòng riêng cho Sa hoàng, và tầng thấp của Phục sinh của nhà thờ Lazarus (1393), nó là công trình xây dựng cổ nhất còn sót lại tại Kremli và toàn bộ Moskva.
Góc đông bắc của Kremli là Arsenal, ban đầu được xây dựng cho Piotr Đại Đế vào năm 1701. Arsenal hiện nay được xây dựng vào năm 1817 sau khi quân đội của Napoléon phá hủy công trình xây dựng trước đó trong lần xâm lược bất thành của ông này vào Nga năm 1812. Phần tây bắc của Kremli là Cung điện Oruzheinaya. Nó được xây vào năm 1851 theo thiết kế của Konstantin Ton, hiện nay là viện bảo tàng đặt các y phục vua chúa Nga và là nơi của Quỹ Kim cương.

### Tường thành và tháp canh
Các bức tường và tháp canh đang tồn tại đã được xây dựng trong giai đoạn 1485 - 1495. Tổng chiều dài của tường thành là 2.235 m, chiều cao từ 5 tới 19 m, chiều dày từ 3,5 tới 6,5 m. Trên mặt phẳng, các bức tường tạo thành một tam giác không cân đối.
Dọc theo tường thành là 20 tháp canh, với 3 tháp được xây dựng tại ba góc của tam giác có tiết diện tròn, các tháp còn lại có tiết diện vuông. Tháp cao nhất là Spasskaya với chiều cao 71 m.
Trong số 20 tháp của tường điện Kremli, các tháp công phu nhất đặt ở các góc hay lối ra vào chính vào thành. Trong đó tháp bề thế nhất là tháp Frolov (sau này là tháp Spasskaya (Đấng cứu thế), lần đầu tiên do Vasily Ermolin xây dựng vào năm 1464 - 1466 nhưng được Pietro Antonio Solan xây dựng lại vào năm 1491, ông từ Milano đến Moskva năm 1490.
Vương miện trang trí do Bazhen Ogurtsov và một người Anh tên là Christopher Halloway bổ sung năm 1624 - 1625. Ở góc đông nam của tường thành, tháp Beklemishevskaya (1487 - 1488), có đường xoắn ốc bát giác từ năm 1680 được Marco Friazin xây dựng.
Danh sách các tháp của Kremli
- Tháp Vodovzvodnaya (Sviblova)

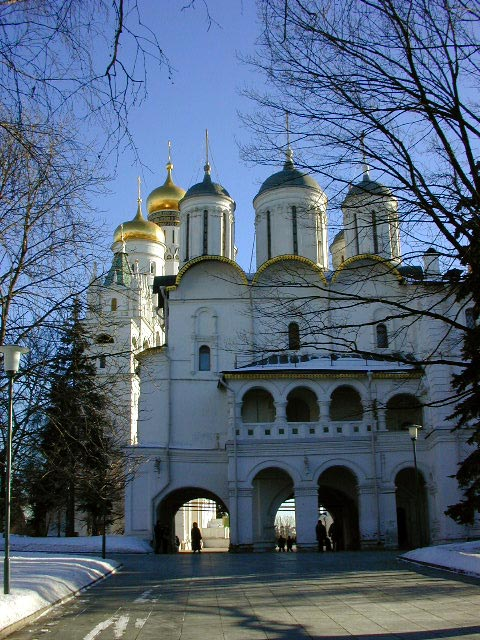
Nhà thờ Mười hai Thánh tông đồ.

- Tháp Borovitskaya (Predtechenskaya)
- Tháp Komendantskaya (Kolymazhnaya)
- Tháp Oruzheinaya (Konyushennaya)
- Tháp Troitskaya
- Tháp Kutaphiya (Predmostnaya)
- Tháp Srednyaya Arsenalnaya (Granionaya)
- Tháp Uglovaya Arsenalnaya (Sobakina)
- Tháp Nikolskaya
- Tháp Senatskaya
- Tháp Spasskaya (Phrolovskaya)
- Tháp Tsarkaya
- Tháp Nabatnaya
- Tháp Konstantino-Eleninskaya (Timopheevskaya)
- Tháp Beklemishevskaya (Moskvoretskaya)
- Tháp Petrovskaya (Ugreshskaya)
- Tháp Vô danh số một (Pervaya Bezhymyannaya)
- Tháp Vô danh số hai (Vtoraya Bezhymyannaya)
- Tháp Tainitskaya
- Tháp Blagoveshchenskaya

## Các cơ quan hoạt động trong Kremli
Trong khu vực Kremli có các cơ quan sau hoạt động: 
- Cục cảnh vệ Liên bang Nga - thực hiện các chức năng bảo vệ các nhân vật trọng yếu của Nga. Nơi làm việc chính thức của tổng thống Nga.
- Cung Đại hội Kremli - Nơi diễn ra các hoạt động khác nhau
- Giáo hội Chính thống giáo Nga - sử dụng nhà thờ Arkhangelskii, nhà thờ Blagoveshchenskii, nhà thờ Uspenskii, nhà thờ Rizopolozheniya.
- Viện bảo tàng Kremli, Moskva. Diễn ra hoạt động triển lãm về Kremli. Có các tòa nhà về văn hóa. Được thành lập ngày 10 tháng 3 năm 1806

## Chính trị

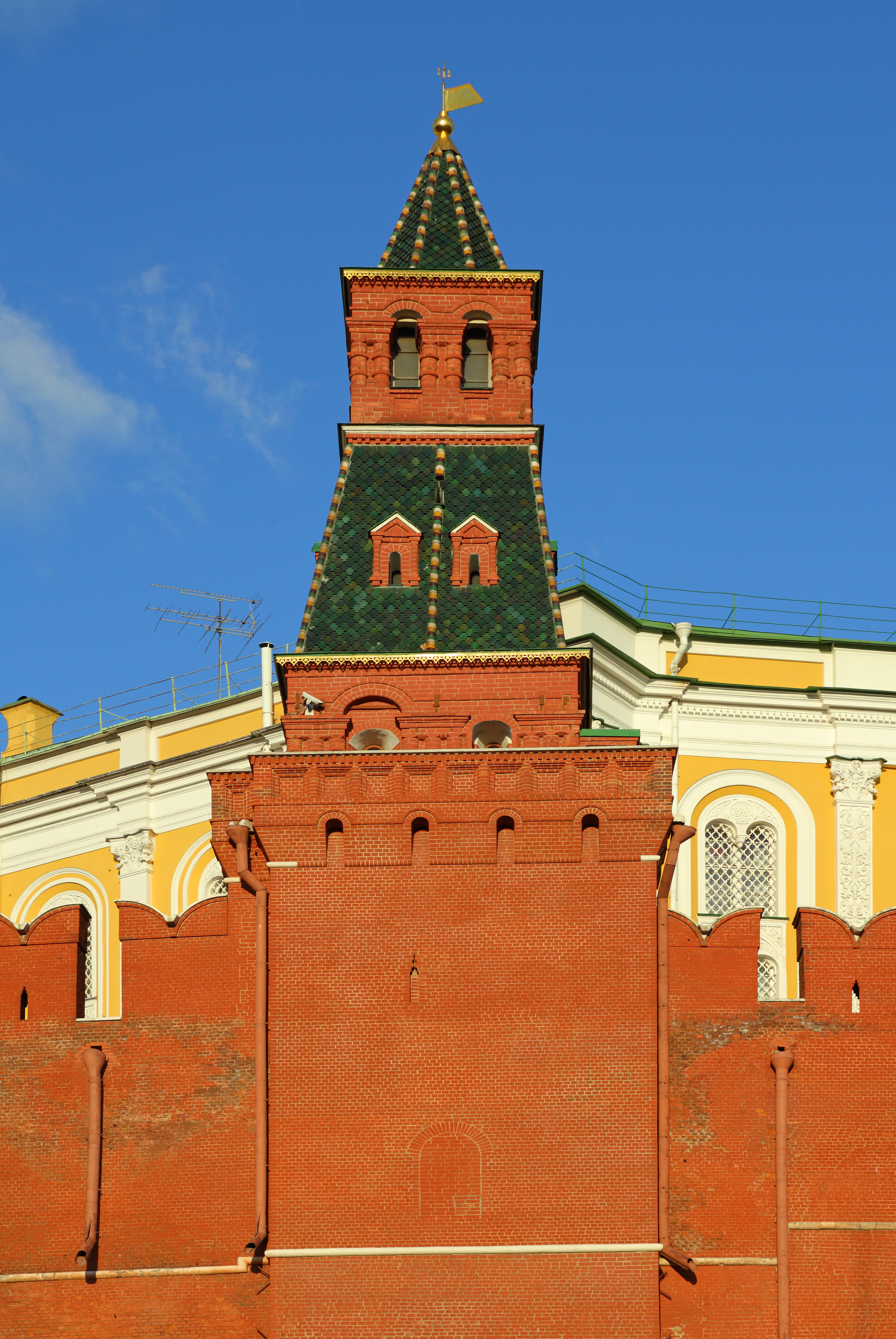
Tháp Oruzheynaya

Từ Kremli đã trở thành cách gọi hoán dụ để chỉ chính quyền Xô viết (1922-1991) và các nhà lãnh đạo của chính quyền này (chẳng hạn tổng bí thư, chủ tịch, thủ tướng, các bộ trưởng và các dân ủy), tương tự như tên gọi Westminster để chỉ chính quyền Anh hay Nhà Trắng để chỉ chính quyền liên bang Hoa Kỳ. Ngày nay, người ta còn dùng từ Kremli để chỉ chính quyền Liên bang Nga.